# Aisan Daulat Begum
Aisan Daulat Begum, född okänt år, död 1505, var en centralasiatisk furstinna. Hon var mormor till Babur och fungerade som hans de facto regent och rådgivare under hans minderårighet och först år, 1494–1505. 
Hon gifte sig 1456 med Yunus Khan av Moghulistan. Hennes dotter Qutlugh Nigar Khanum gifte sig med emir Umar Shaikh Mirza II av Fergana. 
Hon blev änka 1487. 